# Internationaux de Strasbourg 2017 - Qualificazioni singolare
Le qualificazioni del singolare dell'Internationaux de Strasbourg 2017 sono state un torneo di tennis preliminare per accedere alla fase finale della manifestazione. Le vincitrici dell'ultimo turno sono entrate di diritto nel tabellone principale. In caso di ritiro di una o più giocatrici aventi diritto a queste sono subentrate le lucky loser, ossia le giocatrici che hanno perso nell'ultimo turno ma che avevano una classifica più alta rispetto alle altre partecipanti che avevano comunque perso nel turno finale.

## Teste di serie
1. Madison Brengle (qualificata)
2. Ashleigh Barty (qualificata)
3. Julia Boserup (qualificata)
4. Camila Giorgi (qualificata)
5. Elitsa Kostova (ultimo turno)
6. Çağla Büyükakçay (ultimo turno, Lucky loser)

1. Zhang Kailin (ultimo turno)
2. Elizaveta Kulichkova (qualificata)
3. Virginie Razzano (ultimo turno)
4. Myrtille Georges (ultimo turno)
5. Katarzyna Piter (ultimo turno)
6. Daniela Seguel (primo turno)

## Qualificate
1. Madison Brengle
2. Ashleigh Barty
3. Julia Boserup

1. Camila Giorgi
2. Vera Lapko
3. Elizaveta Kulichkova

### Lucky loser
1. Çağla Büyükakçay

## Tabellone

### Legenda
| - Q = Qualificato - WC = Wild card - LL = Lucky loser | - ALT = Alternate - SE = Special Exempt - PR = Protected Ranking | - w/o = Walkover - r = Ritirato - d = Squalificato |

### Sezione 1
|  | Primo turno | Primo turno      | Primo turno      | Primo turno | Primo turno |  |  | Ultimo turno | Ultimo turno    | Ultimo turno    | Ultimo turno | Ultimo turno |  |
|  |             |                  |                  |             |             |  |  |              |                 |                 |              |              |  |
|  | 1           | Madison Brengle  | 6                | 2           |             |  |  |              |                 |                 |              |              |  |
|  |             | Yang Zhaoxuan    | 2                | 1           | r           |  |  | 1            | Madison Brengle | Madison Brengle | 6            | 6            |  |
|  | WC          | Sandra Bozinovic | Sandra Bozinovic | 2           | 1           |  |  | 7            | Zhang Kailin    | Zhang Kailin    | 3            | 1            |  |
|  | 7           | Zhang Kailin     | Zhang Kailin     | 6           | 6           |  |  |              |                 |                 |              |              |  |

### Sezione 2
|  | Primo turno | Primo turno      | Primo turno      | Primo turno | Primo turno |  |  | Ultimo turno | Ultimo turno     | Ultimo turno | Ultimo turno | Ultimo turno |  |
|  |             |                  |                  |             |             |  |  |              |                  |              |              |              |  |
|  | 2           | Ashleigh Barty   | Ashleigh Barty   | 6           | 6           |  |  |              |                  |              |              |              |  |
|  |             | Chloé Paquet     | Chloé Paquet     | 3           | 4           |  |  | 2            | Ashleigh Barty   | 4            | 6            | 6            |  |
|  |             | Alizé Lim        | Alizé Lim        | 4           | 1           |  |  | 9            | Virginie Razzano | 6            | 4            | 2            |  |
|  | 9           | Virginie Razzano | Virginie Razzano | 6           | 6           |  |  |              |                  |              |              |              |  |

### Sezione 3
|  | Primo turno | Primo turno     | Primo turno   | Primo turno | Primo turno |  |  | Ultimo turno | Ultimo turno    | Ultimo turno    | Ultimo turno | Ultimo turno |  |
|  |             |                 |               |             |             |  |  |              |                 |                 |              |              |  |
|  | 3           | Julia Boserup   | Julia Boserup | 7           | 6           |  |  |              |                 |                 |              |              |  |
|  | WC          | Harmony Tan     | Harmony Tan   | 6(1)        | 1           |  |  | 3            | Julia Boserup   | Julia Boserup   | 6            | 6            |  |
|  |             | Shūko Aoyama    | 2             | 7           | 5           |  |  | 11           | Katarzyna Piter | Katarzyna Piter | 2            | 1            |  |
|  | 11          | Katarzyna Piter | 6             | 6           | 7           |  |  |              |                 |                 |              |              |  |

### Sezione 4
|  | Primo turno | Primo turno       | Primo turno | Primo turno | Primo turno |  |  | Ultimo turno | Ultimo turno     | Ultimo turno     | Ultimo turno | Ultimo turno |  |
|  |             |                   |             |             |             |  |  |              |                  |                  |              |              |  |
|  | 4           | Camila Giorgi     | 6(1)        | 6           | 7           |  |  |              |                  |                  |              |              |  |
|  |             | Dayana Yastremska | 7           | 2           | 5           |  |  | 4            | Camila Giorgi    | Camila Giorgi    | 6            | 6            |  |
|  |             | Bibiane Schoofs   | 2           | 6           | 0           |  |  | 10           | Myrtille Georges | Myrtille Georges | 2            | 2            |  |
|  | 10          | Myrtille Georges  | 6           | 4           | 6           |  |  |              |                  |                  |              |              |  |

### Sezione 5
|  | Primo turno | Primo turno    | Primo turno    | Primo turno | Primo turno |  |  | Ultimo turno | Ultimo turno   | Ultimo turno   | Ultimo turno | Ultimo turno |  |
|  |             |                |                |             |             |  |  |              |                |                |              |              |  |
|  | 5           | Elitsa Kostova | 6              | 4           | 6           |  |  |              |                |                |              |              |  |
|  |             | Polina Leykina | 4              | 6           | 2           |  |  | 5            | Elitsa Kostova | Elitsa Kostova | 3            | 4            |  |
|  |             | Vera Lapko     | Vera Lapko     | 6           | 6           |  |  |              | Vera Lapko     | Vera Lapko     | 6            | 6            |  |
|  | 12          | Daniela Seguel | Daniela Seguel | 1           | 4           |  |  |              |                |                |              |              |  |

### Sezione 6
|  | Primo turno | Primo turno          | Primo turno          | Primo turno | Primo turno |  |  | Ultimo turno | Ultimo turno         | Ultimo turno         | Ultimo turno | Ultimo turno |  |
|  |             |                      |                      |             |             |  |  |              |                      |                      |              |              |  |
|  | 6           | Çağla Büyükakçay     | Çağla Büyükakçay     | 7           | 6           |  |  |              |                      |                      |              |              |  |
|  | WC          | Jade Suvrijn         | Jade Suvrijn         | 5           | 4           |  |  | 6            | Çağla Büyükakçay     | Çağla Büyükakçay     | 5            | 2            |  |
|  | WC          | Lea Tholey           | Lea Tholey           | 3           | 1           |  |  | 8            | Elizaveta Kulichkova | Elizaveta Kulichkova | 7            | 6            |  |
|  | 8           | Elizaveta Kulichkova | Elizaveta Kulichkova | 6           | 6           |  |  |              |                      |                      |              |              |  |